# Principiile de economie politică și de impunere
Principiile de economie politică și de impunere (în engleză On the Principles of Political Economy and Taxation) este o carte scrisă de către economistul englez David Ricardo.

## Legături externe
- On the Principles of Political Economy and Taxation, de David Ricardo. Text complet.